# Olcenengo
Olcenengo és un municipi situat al territori de la província de Vercelli, a la regió del Piemont, (Itàlia).
Olcenengo limita amb els municipis de Caresanablot, Casanova Elvo, Collobiano, Quinto Vercellese, San Germano Vercellese, i Vercelli.